# Afroleptomydas flavidorsalis
Afroleptomydas flavidorsalis är en tvåvingeart som beskrevs av Hesse 1969. Afroleptomydas flavidorsalis ingår i släktet Afroleptomydas och familjen Mydidae. Inga underarter finns listade i Catalogue of Life.